# کوکو بیچ (فلوریدا)
کوکو بیچ (به انگلیسی: Cocoa Beach) شهری در شهرستان بریوارد ایالت فلوریدا است که در سال ۱۹۲۵ بنیان‌گذاری شده‌است. این شهر طبق سرشماری سال ۲۰۱۰ میلادی، ۱۱٬۲۳۱ نفر جمعیت داشته و مساحت آن نیز ۳۹ کیلومتر مربع است.